# Особняк Варгуніна (Санкт-Петербург)

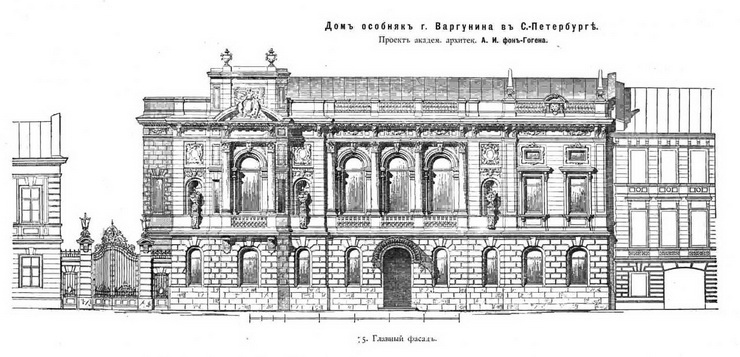
Александр фон Гоген, проєкт особняка для К. Варгуніна, 1896 р., головний фасад

Особняк Варгуніна — приватний будинок у Санкт-Петербузі для купця й промисловця Костянтина Олександровича Варгуніна (1840–1920-ті), котрий вибудував архітектор Александр фон Гоген.

## Історія створення
Всі характерні риси обдарування архітектора відбилися в проєкті особняка для Костянтина Варгуніна у Петербурзі. Олександр фон Гоген не стільки дотримувався чистоти одної стилістики, скільки вдало використовував суміш різних стилів, створюючи чергове пишне помешкання. Навіть в головному (вуличному) фасаді особняка присутні окремі елементи ренесансу і класицизму (руст, замкові камені над вікнами, декор вікон другого поверху), необароко (тісніва і пишність декору на фасаді, лучковий фронтон ризаліту, вази та обеліски на парапеті, пишність декоративних ґрат з ліхтарями). Найменше в декорі і в архітектурних елементах стилю модерн — активне використання асиметрії, граніт цоколя тощо. На головному фасаді жодного разу не виявлено саму стіну, бо вся вона прихована за пишним декором.
Майже барокова пишність притаманна й інтер'єрам особняка Варгуніна — декор парадних сходинок перетворив кімнату на чергову парадну залу маєтку, а сама зала, прохідна за функцією, стала найбільшою за розмірами. Перебільшення декору притаманне й пишному каміну в парадній їдальні, де присутні риси французького ренесансу і маньєризму. Використання різних елементів стилів минувшини притаманне й іншим спорудам архітектора. Якщо фасади особняка Матильди Кшесінської витримані у строгій стилістиці північного модерну, то інтер'єри та їх декор постійно відсилали до рівноваги і регламенту класицизму.

## Використання
Використовується як Будинок реєстрації шлюбів.

## Проєкт, галерея

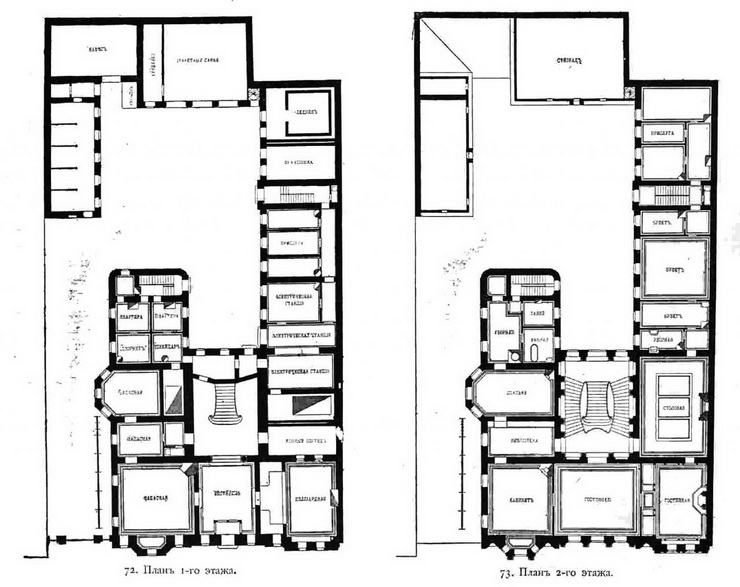
Арх. О. фон Гоген, особняк К. Варгуніна, плани 1 та 2 поверхів, проєкт 1896 р.
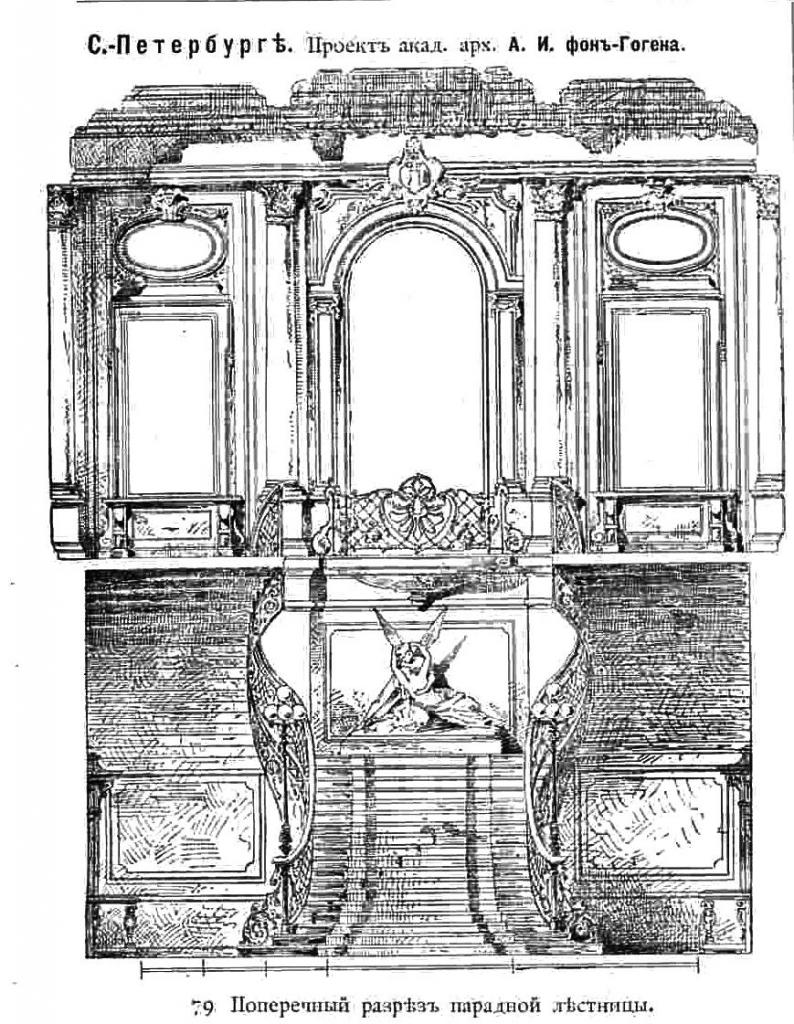
О. фон Гоген. Проєкт зали парадних сходів, особняк К. Варгуніна 1896 р.
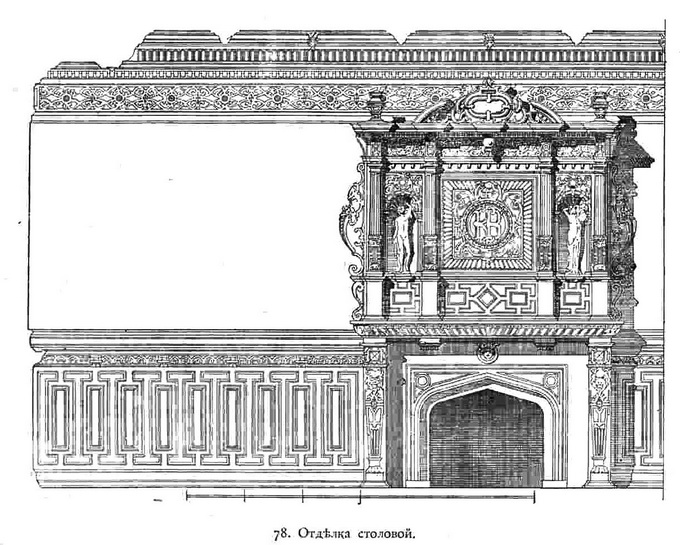
О. фон Гоген, особняк К. Варгуніна, декор парадної їдальні. Проєкт 1896 р.
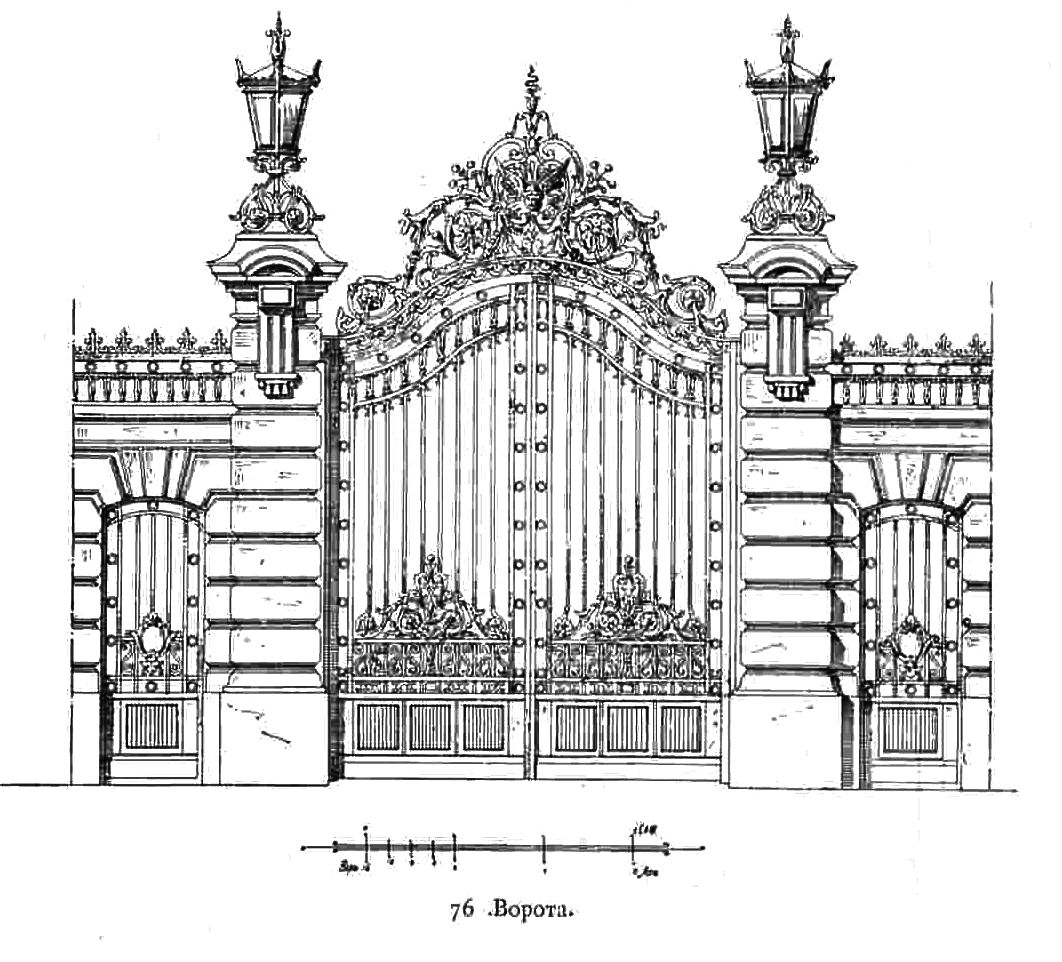
Арх. О. фон Гоген. Ґрати декоративної брами та ліхтарі, особняк К. Варгуніна, проєкт 1896 р.